# James Traficant

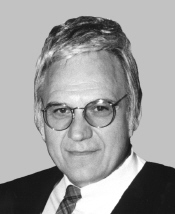
James Traficant

James Anthony Traficant, Jr. (* 8. Mai 1941 in Youngstown, Ohio; † 27. September 2014 ebenda) war ein US-amerikanischer Politiker der Demokratischen Partei und Abgeordneter des US-Repräsentantenhauses für Ohio, der 2002 aus dem US-Kongress ausgeschlossen wurde.

## Biografie
Nach dem Besuch der Cardinal Mooney High School in Youngstown studierte er von 1959 bis 1963 Pädagogik an der University of Pittsburgh und schloss dieses Studium mit einem Bachelor of Science (B.S. Education) ab. Zwischen 1971 und 1981 war er Verwaltungsdirektor des Drogenprogramms von Mahoning County. Ein zwischenzeitliches postgraduales Studium im Fach Verwaltungswissenschaft an der University of Pittsburgh beendete er 1973 mit einem Master of Science (M.Sc. Administration). Ein weiteres Postgraduiertenstudium im Fach Beratungswesen an der Youngstown State University schloss er 1976 mit einem weiteren Master of Science (M.Sc. Counseling) ab. Zwischen 1981 und 1985 war er Sheriff von Mahoning County.
1984 wurde er als Vertreter der Demokraten erstmals ins US-Repräsentantenhaus gewählt und vertrat dort nach acht anschließenden Wiederwahlen vom 3. Januar 1985 bis zum 24. Juli 2002 den 17. Kongresswahlbezirk Ohios.
Er wurde berühmt für seine einminütigen Reden, die er häufig als Ausdruck der Empörung über den Zustand der US-Politik und der Welt im Allgemeinen mit dem Ausspruch „Beam me up!“ („Beam mich hoch!“, aus Star Trek) beendete. Berüchtigt waren der Inhalt der Reden, die bissigen Bemerkungen, sein Kleidungsstil sowie sein Toupet.
Am 24. Juli 2002 wurde er durch einen Beschluss des Repräsentantenhauses (House Resolution 495) als Abgeordneter aus dem US-Kongress ausgeschlossen, nachdem gegen ihn 2001 Ermittlungen wegen Schutzgelderpressung, Bestechung, Behinderung der Justiz und Steuerhinterziehung aufgenommen worden waren. 2002 kandidierte er zunächst als unabhängiger Kandidat erfolglos bei den Wahlen zum 108. US-Kongress in seinem bisherigen Wahlkreis und wurde anschließend von einem Gericht zu einer mehrjährigen Freiheitsstrafe in der Allenwood Correctional Facility verurteilt. Vertreter der Anklage war der spätere amtierende US Deputy Attorney General Craig S. Morford.
Im September 2009 wurde er aus der Haft entlassen und kündigte daraufhin seine Kandidatur für den 112. US-Kongress an. Im Wahlkampf 2010 sprach er auf Tea-Party-Veranstaltungen und trat in seinem früheren Wahlkreis, dem 17. Kongressbezirk Ohios, als Unabhängiger an, um sein Mandat zurückzugewinnen. Er belegte bei den Wahlen im November 2010 hinter seinem Mandatsnachfolger Tim Ryan und dem republikanischen Herausforderer Jim Graham mit 16 Prozent der Stimmen den dritten Platz.